# Alvaradito
Alvaradito är en ort i Mexiko.   Den ligger i kommunen Medellín och delstaten Veracruz, i den sydöstra delen av landet, 300 km öster om huvudstaden Mexico City. Alvaradito ligger 12 meter över havet och antalet invånare är 339.
Terrängen runt Alvaradito är platt. Runt Alvaradito är det ganska tätbefolkat, med 58 invånare per kvadratkilometer. Närmaste större samhälle är Veracruz, 17,2 km norr om Alvaradito. Omgivningarna runt Alvaradito är en mosaik av jordbruksmark och naturlig växtlighet.